# Östermalm, Lidköpings kommun
Östermalm är en småort i Lidköpings kommun i Västra Götalands län. Avståndet till samhället Vinninga bara någon kilometer. Östermalm ligger i Lindärva socken.